# Psychoda setistyla
Psychoda setistyla är en tvåvingeart som beskrevs av Satchell 1950. Psychoda setistyla ingår i släktet Psychoda och familjen fjärilsmyggor. Inga underarter finns listade i Catalogue of Life.